# 乾徳寺 (名古屋市瑞穂区)
乾徳寺（けんとくじ）は愛知県名古屋市瑞穂区牧町にある臨済宗妙心寺派の寺院。山号は蓬雲山（ほううんさん）。本尊は釈迦牟尼如来。妙心寺末。

## 歴史
文禄2年（1593年）、尾張国名古屋の伝馬町（現・熱田区伝馬町）で開創したと伝わる。開山の東叔紹披は加藤隼人佐資景の男で、悟渓派の人物であったという。また、「尾張志」などによれば天正5年（1577年）、尾張国丹羽郡楽田村（現・犬山市）で明久という僧によって創建され、寛永16年（1639年）に今道町（現・伝馬町））に移って加藤是心により再興されたともいう。また「尾張名所図会」は慶長年間（1596年 - 1615年）に創建されたと伝え、江戸時代初期には後に見性寺や瑞龍寺の勧請開山を務めた紹省三霊（三霊禅師）が住持であったとも伝わる。
かつては塔頭として揚屋軒があったが、寛延2年（1749年）に廃絶した。

### 近代
1915年（大正4年）に刊行された「名古屋市史 社寺編」によれば、明治時代には271坪余の境内をもち、この頃の本尊は阿弥陀如来であった。1945年（昭和20年）、名古屋大空襲によって全山を焼失。1953年（昭和28年）に熱田区から瑞穂区の現在地へ移転した。